# Herman Frasch
Herman Frasch (25. prosinca 1851. (Oberrot bei Gaildorfu Württemberg) - 1. svibnja 1914. (Pariz) bio je kemičar, rudarski inženjer i izumitelj poznat po svom radu s naftom i sumporom. 

## Biografija
Bio je sin Johannesa i Friede Henriette (Bauer) Frasch. Oba njegova roditelja bili su porijeklom iz Stuttgarta. Otac mu je bio meštar iz Gaildorfa. Herman je pohađao latinsku školu u Gaildorfu, a zatim je bio šegrt kod prodavača knjiga u obližnjem Schwäbisch Hallu. U dobi od 16 ili 19 godina napustio je školovanje i otplovio iz Bremena u New York, a zatim se vozio vlakom u Philadelphiju. Nakon dolaska u Sjedinjene Države, postao je laboratorijski asistent Johna Michaela Maischa na Farmaceutskom fakultetu u Philadelphiji. 

## Karijere

### Naftna karijera
Godine 1875. godine Frasch je izumio postupak obnavljanja ostataka kositra i postupak izrade bijelog olova od galene. Patentirao je postupak rafiniranja parafinskog voska 1876. godine i prodao patent tvrtki Standard Oil, za koju je postao kemijski savjetnik sa sjedištem u Clevelandu.
Godine 1884. Frasch je prodao ekskluzivnu upotrebu frakcijskog destilacijskog patenta, koji je učinkovitije razdvajao ulje u nusproizvode Imperial Oil. Tada je Imperial unajmio Frascha da im pomogne u preuređivanju njihove rafinerije Silver Star svojim postupkom rafiniranja. Imperial je ponudio Fraschu naknadu od 10.000 američkih dolara, ali nagovorio je tvrtku da mu osigura plaću koja odgovara predsjedniku Imperial Oil-a Fredericku A. Fitzgeraldu. Nakon što je Frasch završio svoj posao na rafineriji u veljači 1885. godine, dao je ostavku i pridružio se članu Imperial odbora John Minhinnick u osnivanju Empire Oil Company. Partneri su kupili rafineriju u Londonu, a Frasch je počeo eksperimentirati na način uklanjanja sumpora u kerozinu rafiniranom iz nafte Petrolia. Naftna polja u okrugu Lambton imala su visok udio sumpora, što je rezultiralo kerozinom koji je stvorio prekomjerni dim i opor miris kad se sagorijeva. Kanađani su nadimak nazvali "skunk oil", a rafinerijama je bilo teško tržiti svoje proizvode u zemlji i inozemstvu. Između 1885. i 1887. Frasch je utvrdio da je miješanjem bakrenog oksida tijekom procesa destilacije uklonjen sadržaj sumpora iz ulja.
Otprilike u isto vrijeme kada je Frasch otkrio, Standard Oil počeo se širiti u Limu u državi Ohio i otkrio da njegovo ulje, poput okruga Lambton, ima visok udio sumpora. Prepoznavši da bi se svako poboljšanje kanadske nafte moglo primijeniti i na ulje iz Ohaja, Standard je u srpnju 1886. godine angažirao Frascha nudeći mu "plaću veću od bilo kojeg drugog znanstvenika u zemlji" i razmjenu njegovih udjela u Carstvu Naftna kompanija za dionice Standard Oil. Kad se Frasch vratio u Sjedinjene Države, počeo je raditi za tvrtku Solar Refining Company, podružnicu Standard Oil-a u Limi, Ohio, i usavršio svoju metodu odsumporavanja. Standard Oil držao je patentni monopol na metodu odsumporavanja do 1905. godine, čineći svoja ulaganja u naftna polja Lima izuzetno profitabilnima za tvrtku. Frasch se neovisno obogatio kada je prodao polovicu svojih Standard dionica nakon što je cijena porasla sa 168 na 820 dolara po dionici, dok je dividenda na dionice koje je zadržao porasla sa 7 na 40 posto. 

### Karijera sumpora
Tijekom potrage za naftom u Louisiani, u blizini današnjeg grada Sulphur, sumpor je pronađen ispod sloja živog pijeska. Svi pokušaji da se konvencionalnim rudarskim oknima dođu do sumpora završili su katastrofom. Herman Frasch izbušio je tri suhe rupe u blizini, ali sumpor nije bio na njegovom posjedu. Frasch je zaključio da je sumpor povezan s kupolom koja se nalazi na otoku u vlasništvu američke tvrtke Sumpor, 20. listopada 1890. izuzeo je tri patenta za svoj Frasch postupak. Frasch, i njegovi poslovni suradnici Frank Rockefeller i F.B. Squire je potom sklopio ugovor između 50 i 50 s American Sulphur Company o osnivanju nove korporacije pod nazivom Union Sulphur Company.
Godine 1894. Frasch je počeo bušiti bušotinu br. 14 pomoću cijevi od 10 inča, da bi napokon nakon tri mjeseca prošao kroz živi pijesak do kaproka. Zatim je izbušio otvor od 8 inča na dnu ležišta sumpora. Cjediljka, koja se sastojala od perforiranog kućišta od 6 inča, postavljena je na dno epruvete duljine 623 metra. Iznad cjedila bile su veće rupe koje su služile kao izlaz za toplu vodu. Cijev od 3 inča unutar kućišta od 6 inča spustila se na cjedilo i bila spojena na pumpu za usisavanje. Voda iz okolne močvare zagrijavala se u 20-metarskom cilindru promjera 30 inča, iz pare koju su snabdijevala 4 kotla. Pregrijana voda ulijevala se u zdenac 24 sata, a na Božić je rastopljeni sumpor ispumpavan na površinu puneći 40 barela za 15 minuta. Višak je zatim usmjeren u nasip, gdje se stvrdnuo. Kao što je i sam Frasch rekao o prvoj demonstraciji prvog Fraschovog procesa, "Rastopili smo mineral u zemlji i iznijeli ga na površinu kao tekućinu."
Frasch je zatim uklonio pumpu, pomoću zračnog podizača putem komprimiranog zraka. Mjehurići nastaju iz zraka, čineći sumpor manje gustim od okolne vode, podižući tako prozračeni stupac. Troškovi su također smanjeni zamjenom drva i ugljena uljem. Tada je 1911. uveo pumpe za odzračivanje kako bi odveo višak hladne vode.
Godine 1908. Frasch je sklopio sporazum s talijanskom vladom o podjeli svjetskog tržišta izvan SAD-a, gdje je Union Sulphur Co. zajamčena jedna trećina. Troškovi su mu bili petinu troškova sicilijanskog sumpora kopanog u Caltanissetti. Taj je sporazum završio 1912. Nakon što su njegovi originalni patenti istekli, Frasch nije uspio blokirati tvrtku Freeport Sulphur Company da koristi njegov postupak.